# Piotr Zelt
Piotr Zelt (ur. 10 grudnia 1968 w Łodzi) – polski aktor telewizyjny, teatralny, filmowy i dubbingowy, prezenter telewizyjny.

## Życiorys

### Wczesne lata
Urodził się w Łodzi. Jego ojciec, Alfred Zelt, był inżynierem – budował fabryki włókiennicze za granicą, m.in. w Egipcie, Iranie i Tanzanii, gdzie Piotr spędzał wakacje. Kiedy miał osiem lat, jego rodzice rozstali się, ale zgodnie dzielili się opieką nad synem. Jako nastolatek pomagał zaopatrywać kwiaciarnię znajomej swojej matki.  
Uczęszczał do Szkoły Podstawowej nr 46 im. Józefa Chełmońskiego. Naukę kontynuował w III LO im. Tadeusza Kościuszki, gdzie trafił do koła teatralnego, co zaważyło na decyzji o zawodzie aktorskim. Wygrał wtedy kilka konkursów recytatorskich. W 1992 otrzymał dyplom ukończenia Wydziału Aktorskiego PWSFTviT w Łodzi, w której studiował na jednym roku m.in. z Piotrem Szwedesem i Aleksandrą Justą.

### Kariera
Zadebiutował w 1991 rolą Lorda Mera Londynu w sztuce Williama Shakespeare’a Ryszard III na scenie Teatru Studyjnego '83 im. Juliana Tuwima w Łodzi. Następnie grał w teatrach warszawskich: Dramatycznym (1992–2000), Jestem (1994), Na Woli im. Tadeusza Łomnickiego (1995), Atlantis (1995), Komedia (2004) i Bajka (2006). Prowadził wykłady w Warszawskiej Szkole Filmu Lindy i Ślesickiego.
Na ekranie wystąpił po raz pierwszy w 1992 w roli mieszkańca akademika w serialu telewizyjnym Jacka Bromskiego Kuchnia polska. Grał potem w takich filmach jak: Wielka wsypa (1992) Jana Łomnickiego jako zagraniczny gość hotelowy, Trzy kolory. Biały (Trois couleurs: Blanc, 1993) Krzysztofa Kieślowskiego, Tato (1995) Macieja Ślesickiego w roli ochroniarza wynajętego przez teściową Michała (Bogusław Linda), Szamanka (1996) Andrzeja Żuławskiego, Kiler (1997) Juliusza Machulskiego jako ochroniarz Lipskiego, Moja Angelika (1999), Show (2003).
Rozpoznawalność wśród telewidzów przyniosła mu kreacja Arniego w sitcomie 13 posterunek (1997–1998, 2000) w telewizji Polsat, Wystąpił także w serialach, takich jak np. Tygrysy Europy (1999, 2003), Miasteczko (2000–2001) czy Pierwsza miłość (2007). Od 2021 gra Karola w serialu Przyjaciółki w telewizji Polsat.
Uczestniczył w telewizyjnych programach rozrywkowych: Gwiazdy tańczą na lodzie (2007) i Taniec z gwiazdami (2009). Prowadził program Polsatu Najzabawniejsze zwierzęta świata i magazyn motoryzacyjny Tele 5 Na osi. Został ambasadorem kampanii „Twarze depresji. Nie oceniam. Akceptuję”.

## Życie prywatne
Na drugim roku studiów związał się z Ewą Gawryluk, z którą po ukończeniu szkoły przeprowadził się do Warszawy. W 1999 poślubił Ewę Bujnowicz, z którą rozwiódł się w 2012. Mają córkę Nadię (ur. 7 marca 2008). W wywiadzie dla czasopisma „Show” wyznał, że gdy załamywało się jego małżeństwo, cierpiał na depresję. W latach 2012–2013 był związany z młodszą o 21 lat fotomodelką Moniką Ordowską. Następnie związał się z Katarzyną Krawczyk.

## Filmografia

### Filmy fabularne
| Rok  | Tytuł                                   | Rola                                  | Reżyser              |
| ---- | --------------------------------------- | ------------------------------------- | -------------------- |
| 1992 | Wielka wsypa                            | zagraniczny gość hotelowy             | Jan Łomnicki         |
| 1993 | Trzy kolory. Biały                      | pracownik firmy Karola                | Krzysztof Kieślowski |
| 1993 | Człowiek z...                           | WOP-ista na Okęciu                    | Konrad Szołajski     |
| 1994 | Dama kameliowa (TV)                     | hrabia de Giray                       | Jerzy Antczak        |
| 1994 | Polska śmierć                           | mężczyzna na imieninach               | Waldemar Krzystek    |
| 1995 | Tato                                    | goryl wynajęty przez teściową Michała | Maciej Ślesicki      |
| 1996 | Wirus                                   | agent UOP w dyspozytorni metra        | Jan Kidawa-Błoński   |
| 1996 | Szamanka                                | kolega Michała                        | Andrzej Żuławski     |
| 1996 | Kratka                                  | strażnik                              | Paweł Łoziński       |
| 1997 | Kiler                                   | ochroniarz Lipskiego                  | Juliusz Machulski    |
| 1997 | Taekwondo                               | przyjaciel Joli                       | Moon Seung Wook      |
| 1999 | Kiler-ów 2-óch                          | ochroniarz Dony II                    | Juliusz Machulski    |
| 1999 | Moja Angelika                           | brat Marka                            | Stanisław Kuźnik     |
| 2002 | Yyyreek!!! Kosmiczna nominacja          | „Psychol”, wysłannik „Szefa”          | Jerzy Gruza          |
| 2003 | Show                                    | Piotr, uczestnik programu             | Maciej Ślesicki      |
| 2006 | Job, czyli ostatnia szara komórka       | kibic piłkarski u lekarza             | Konrad Niewolski     |
| 2012 | Komisarz Blond i Oko sprawiedliwości    | Igor Wasilewski                       | Paweł Czarzasty      |
| 2015 | Ostatni klaps                           | seksterapeuta Roman Puś               | Gerwazy Reguła       |
| 2016 | 7 rzeczy, których nie wiecie o facetach | kierownik siłowni                     | Kinga Lewińska       |

### Seriale TV
- Kuchnia polska (1992) − „Koń”, mieszkaniec akademika (odc. 3)
- Spółka rodzinna (1994)
- Maszyna zmian (1995) jako aktor Cezary Novak (odc. 5)
- Z pianką czy bez (1997–1998) jako dostawca beczek z piwem
- 13 posterunek (1997–1998) jako st. post. Arnie
- Tygrysy Europy (1999) jako Hubert, wf-ista, adorator Moniki
- 13 posterunek 2 (2000) jako st. post. Arnie
- Miasteczko (2000–2001) jako kandydat na męża Eli
- Tygrysy Europy 2 (2003) jako Hubert, kierowca Nowaka
- Fala zbrodni (2004) jako płatny zabójca Gerard Starak (odc.10)
- Tajemnica twierdzy szyfrów (2007) jako Piotr
- Halo Hans! (2007) jako SS-man (odc. 8)
- Prawo miasta (2007) jako Janek Buncol
- Świat według Kiepskich (2007) jako Adwokat Ferdynanda Kiepskiego (odc. 266)
- Agentki (2008) jako Andrzej Graba
- Na kocią łapę (2009) jako właściciel Bunia
- Ludzie Chudego (2010–2011) jako starszy aspirant Krzywy
- Szpilki na Giewoncie (2010–2012) jako Patryk Koliba
- Pierwsza miłość (2014) jako Eryk Jarosz
- Ojciec Mateusz (2013) jako Romiński, ojciec Michała (odc. 122)
- Przypadki Cezarego P. (2015) jako Łukasz
- Dziewczyny ze Lwowa (2015–2019) jako Konstanty Myszor

### Polski dubbing
- Flintstonowie (The Flintston, 1960-1966) jako Dino (odc. 23)/ różne głosy
- Nowy Scooby Doo (The New Scooby-Doo Movies, 1972–1973)
- Detektyw Pchełka na tropie (Inch High, Private Eye, 1973) jako Gator
- Huckleberry Finn (Huckleberry-No Boken, 1976)
- Filiputki (Mori-No Yogi-Na Shojintachi: Belfy To Lilibet, 1980) jako Kacperek
- Figle z Flintstonami (Flintstone Frolics, 1980)
- Malusińscy (The Littles, 1983–1985) jako William
- Inspektor Gadżet (Inspector Gadget, 1983-1986)
- Kacze opowieści (DuckTales, 1987–1990) jako Śmigacz
- Nowe podróże Guliwera (Gulliver's Travels, 1992)
- Uwolnić orkę, 1993 jako Glen Greenwood
- Podróż do serca świata (Journey to the Heart of the World, 1993) jako Lui Feldoe
- Przyjaciele (Friends TV Show 1994) jako Paul
- Maska (The Mask, 1995–1997)
- Przygody Pytalskich (The Why Why? Family, 1996) jako Zygo
- Przygody Olivera Twista (Les Nouvelles aventures d'Oliver Twist, 1997–1998)
- SpongeBob Kanciastoporty (SpongeBob SquarePants, 1999) jako narrator (druga seria), Latający Holender (druga seria)
- Digimon Adventure (1999–2000) jako Andromon/Pumpkinmon/brat Joego/Puppetmon
- Power Rangers Time Force (2001–2002) jako ojciec Wesa/Joel Rawlings
- Gwiezdne wojny: część II – Atak klonów (Star Wars – Episode 2: Attack of the Clones, 2002) jako Bail Organa
- Mistrzowie kaijudo (Duel Masters, 2002) jako Żelazny Mati
- Co nowego u Scooby’ego? (What’s New Scooby Doo?, 2002–2005)
- Gdzie jest Nemo? (Finding Nemo, 2003) jako Żółtek
- Atomowa Betty (Atomic Betty, 2004) jako X-5
- 7 krasnoludków – historia prawdziwa (7 Zwerge, 2004) jako Arnie (8 krasnoludek)
- Mickey, Donald, Goofy: Trzej muszkieterowie (Mickey, Donald, Goofy: The Three Musketeers, 2004) jako brat Be
- Gwiezdne wojny: część III – Zemsta Sithów (Star Wars – Episode III: Revenge of the Sith, 2005) jako senator Bail Organa
- 7 krasnoludków: Las to za mało – historia jeszcze prawdziwsza (7 Zwerge – Der Wald ist nicht genug, 2006) jako Arnie
- Film o pszczołach (Bee Movie, 2007) jako Ken
- Mass Effect, 2008 – oficer SOC
- Freefonix, 2008 jako Vox
- Astro Boy, 2009 jako dr Elefun
- Schłodzony jubileusz, 2009 jako Patchy i Potty
- Dragon Age: Początek, 2009
- Transformers: Zemsta upadłych, 2009
- Star Wars: The Clone Wars – Republic Heroes, 2009 jako Kit Fisto
- Ben 10: Ultimate Alien, 2011
- Wiedźmin 2: Zabójcy królów, 2011 jako dowódca Wojska Shilarda
- X-Men: Przeszłość, która nadejdzie, 2014 jako młody Magneto

### Reżyseria dubbingu
- Bim i Bam w świecie zwierząt, 2006
- Freefonix, 2008 (odc. 21-26)
- Czerwony traktorek, 2009 (odc. 46-52)
- Pan Robótka, 2009

## Role teatralne
| Tytuł                                                | Autor                                    | Reżyser               | Rola                                            | Teatr                               | Premiera   |
| ---------------------------------------------------- | ---------------------------------------- | --------------------- | ----------------------------------------------- | ----------------------------------- | ---------- |
| Hamlet                                               | William Shakespeare                      | Andrzej Domalik       | Fortinbras                                      | Teatr Dramatyczny                   | 1992-12-10 |
| Kordian                                              | Juliusz Słowacki                         | Maciej Prus           | Imaginacja                                      | Teatr Dramatyczny                   | 1993-03-27 |
| Upadłe anioły                                        | Michael Hackett                          | Michael Hackett       | Heinrich, Św. Michał                            | Teatr Dramatyczny                   | 1993-06-05 |
| Człowiek z La Manchy                                 | Mitch Leigh                              | Anselmo, Pedro        | Jerzy Gruza                                     | Teatr Dramatyczny                   | 1994-01-08 |
| Ślepcy                                               | Maurice Maeterlinck/Herbert George Wells | Jerzy Latos           |                                                 | Teatr Jestem Warszawa               | 1994-02-11 |
| Szósty stopień oddalenia                             | John Guare                               | Piotr Cieślak         | Woody                                           | Teatr Dramatyczny                   | 1994-03-12 |
| Szaleństwo króla Jerzego                             | Alan Bennett                             | Filip Bajon           | Fitzroy                                         | Teatr Dramatyczny                   | 1994-09-24 |
| Przygody Tomka Sawyera                               | Mark Twain                               | Marek Obertyn         | Alfred Temple, Metys Joe                        | Teatr na Woli                       | 1995-02-25 |
| Magia grzechu                                        | Pedro Calderón de la Barca               | Tadeusz Słobodzianek  | Dotyk                                           | Teatr Dramatyczny                   | 1995-03-09 |
| Szkarłatna wyspa                                     | Michaił Bułhakow                         | Piotr Cieślak         | Wołodia                                         | Teatr Dramatyczny                   | 1995-06-14 |
| Don Juan, czyli Zwodziciel z Sewilli i Kamienny Gość | Tirso de Molina                          | Jacek Pacocha         | Don Juan                                        | Teatr Atlantis Warszawa             | 1995-07-04 |
| Jak wam się podoba                                   | William Shakespeare                      | Piotr Cieślak         | Walenty, dworzanin                              | Teatr Dramatyczny                   | 1996-11-09 |
| Wiśniowy sad                                         | Anton Czechow                            | Leonid Hejfec         | Jasza                                           | Teatr Dramatyczny                   | 1997-04-12 |
| Adam Mickiewicz śmieszy tumani przestrasza           | Adam Mickiewicz                          | Piotr Cieślak         |                                                 | Teatr Dramatyczny                   | 1998-03-14 |
| Opera żebracza                                       | Václav Havel                             | Piotr Cieślak         | Harold                                          | Teatr Dramatyczny                   | 1999-07-01 |
| Salome                                               | Oscar Wilde                              | Jurek Sawka           | Kat                                             | Teatr Dramatyczny                   | 2000-02-24 |
| Cyrk Monty Pythona                                   |                                          | Arkadiusz Jakubik     |                                                 | przedstawienie impresaryjne         | 2002-03-01 |
| Dobry wieczór kawalerski                             | Dorota Truskolaska                       | Jerzy Bończak         | Wołek                                           | przedstawienie impresaryjne         | 2003-06-14 |
| Biznes                                               | John Chapman, Jeremy Lloyd               | Jerzy Bończak         | Sven Uberg                                      | Teatr Komedia w Warszawie           | 2004-02-22 |
| Sedno nie jest jedno, czyli...                       | Jan Kazimierz Siwek                      | Arkadiusz Jakubik     |                                                 | Teatr Bajka w Warszawie             | 2006-09-29 |
| Zamiana na wakacje                                   | Ian Ogilvy                               | Tomasz Dutkiewicz     | Sidney Thrush, Pan Mobley, Miguel               | Teatr Bajka w Warszawie             | 2007-12-29 |
| Podwójna rezerwacja                                  | John Chapman, Ray Cooney                 | Tomasz Dutkiewicz     | Walter Pangbourne                               | Teatr Bajka w Warszawie             | 2010-01-08 |
| Klatka wariatek                                      | Jerry Herman                             | Grzegorz Chrapkiewicz | Edward Dindon                                   | Teatr Bajka w Warszawie             | 2013-03-02 |
| Kochanie na kredyt                                   | Marcin Szczygielski                      | Olaf Lubaszenko       | Łucjan, ochroniarz Dominika                     | Teatr MY                            | 2013-11-16 |
| Kiedy kota nie ma…                                   | Brian Cooke, Johnnie Mortimer            | Andrzej Rozhin        | Humphrey Pomfrey                                | Teatr Capitol w Warszawie           | 2014-09-17 |
| Zwariowana terapia                                   | Christopher Durang                       | Marcin Sławiński      | Andy                                            | Teatr Komedia w Warszawie           | 2015-05-10 |
| Kontrabanda                                          | Doug Hughes, Marcia Kash                 | John Weisgerber       | Francois LaPlouffe, francuski kucharz i śpiewak | Teatr Komedia w Warszawie           | 2017-02-26 |
| Selfie.com.pl                                        | Piotr Jasek                              | Maria Seweryn         | Gerard, ojciec Pawła                            | Teatr MY                            | 2017-12-08 |
| Czarna komedia                                       | Peter Shaffer                            | Tomasz Sapryk         |                                                 | Teatr Komedia w Warszawie           | 2018-09-17 |
| Goło i wesoło (Ladies Night)                         | Stephen Sinclair / Anthony McCarten      | Arkadiusz Jakubik     |                                                 | Studio Gudejko                      | 2019       |
| O co biega? (See How They Run)                       | Philip King                              | Marcin Sławiński      | Niemiec / wielebny Arthur Humphrey              | Teatr Capitol w Warszawie           | 2019       |
| Czarno to widzę, czyli wymieszani posortowani        | Marcin Szczygielski                      | Ewa Kasprzyk          | transseksualistka Malwina                       | Omenaa Foundation / Teatr Palladium | 2020-01-22 |
| W łóżku z rabusiem                                   | Michael Parker                           | prywatny detektyw     | Tomasz Dutkiewicz                               | Teatr Komedia w Warszawie           | 2020-09-07 |